# Flachglaswerk Torgau

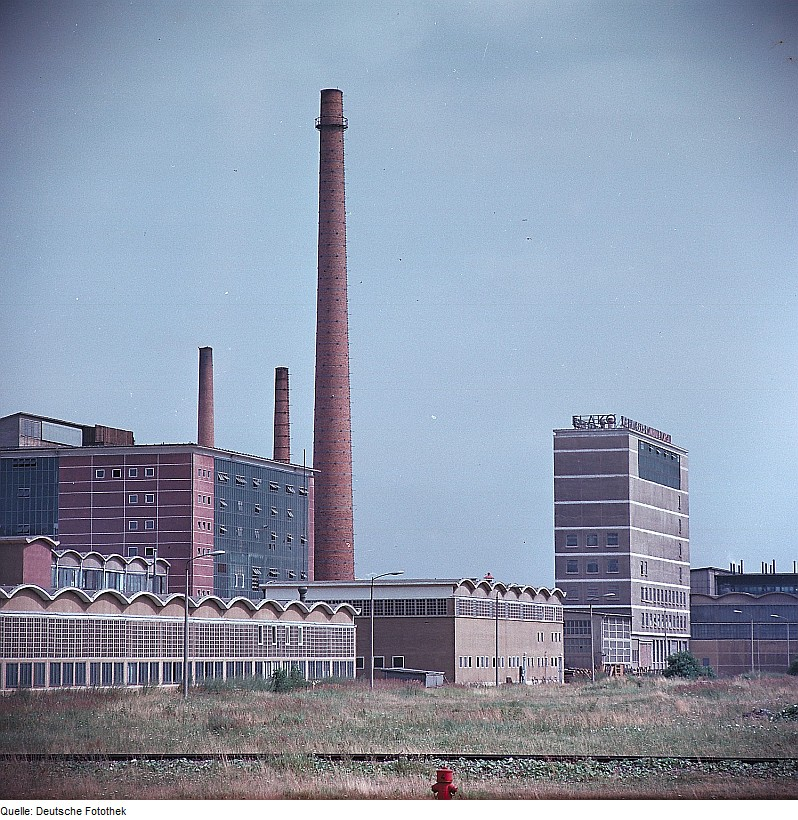
Das VEB Flachglaskombinat Torgau, Stammbetrieb in Torgau, 1974

Das Flachglaswerk Torgau (amtlich Saint-Gobain Glass Flachglas Torgau GmbH; von 1926 bis 1931 offiziell Torgauer Glashütten AG, von 1937 bis 1963 Glashütte Torgau, von 1963 bis 1991 VEB Flachglaskombinat Torgau, kurz Flako; danach Flachglas Torgau GmbH) ist ein Glaswerk in der nordsächsischen Stadt Torgau. Zwischen 1963 und 1991 war der Kombinatsbetrieb mit 19 Zweigstellen und rund 9000 Beschäftigten der wichtigste Glasproduzent der DDR. Seit der Wende firmiert das Werk unter der Compagnie de Saint-Gobain.

## Ursprünge
Das erste Glaswerk in Torgau wurde bereits 1926 gegründet. Zur Anlernung der Arbeiter in Torgau reisten Glasfacharbeiter aus Bleistadt (CSSR) und Sulzbach (Saar) an. Die Produktion startete am 18. Dezember 1926 mit sieben Maschinen. Die Torgauer Glashütten AG wurde von der Glashütten AG Vopelius & Wenzel aus St. Ingbert und der Saint-Gobain Gruppe in Paris getragen. Bei Reparaturarbeiten im Juni 1931 verrechnete sich die Betriebsleitung bei den entstehenden Kosten um insgesamt 2,4 Millionen Reichsmark, woraufhin das Werk aufgrund des zu hohen Defizits stillgelegt wurde.
Erst 1937 wurde das Werk von der DELOG Gelsenkirchen erworben und als „Glashütte Torgau, GmbH“ wieder in Betrieb genommen. Während am Standort in Gelsenkirchen nach dem Libbey-Owens-Verfahren produziert wurde, welches aufgrund bestehender Patente jedoch nicht ins Ausland exportiert werden durfte, wurde in Torgau das Fourcault-Verfahren verwendet. Der entsprechende Umbau der teilweise bereits 1928 stillgelegten Maschinen startete im Juli 1937 und dauerte bis 1940 an, da nicht alle Maschinen gleichzeitig aufgerüstet wurden. Mit der Fertigstellung begannen 1940 erste Testversuche. Aufgrund fehlerhafter Durchläufe war eine Verbreiterung der Maschinen geplant, was jedoch durch den Aufruf des Naziregimes, mit Kohle und Rohstoff sparsam umzugehen, nicht umgesetzt wurde.
Im Februar 1945 wurde trotz der sich abzeichnenden Niederlage der Wehrmacht eine Generalreparatur durchgeführt. Durch die Einberufung des Volkssturms am 13. April 1945 wurde das Werk jedoch kurzerhand stehengelassen und die Arbeit eingestellt. Die Gebäude wurden während des Kriegs durch Bomben beschädigt, sodass ein Schaden von 500.000 Mark entstand. Unbezahlte Arbeiter fingen im Mai mit dem Wiederaufbau an. Die Wiederaufnahme des Betriebs fand im Oktober 1945 statt.
Die Flachglashütte Torgau war trotz fehlendem Fachpersonal der einzige Betrieb, der in der sowjetischen Besatzungszone produktionsfähig war. Während dieser Zeit etablierten sich Gewerkschaftsorgane im Glaswerk. Bis 1951 unterstand die Glashütte Torgau direkt der Landesregierung von Sachsen-Anhalt in Halle. Danach wechselte die Zuständigkeit zur VVB Mittelglas, welche später in die VVB Ostglas Weißwasser überging.

## VEB Flachglaskombinat Torgau

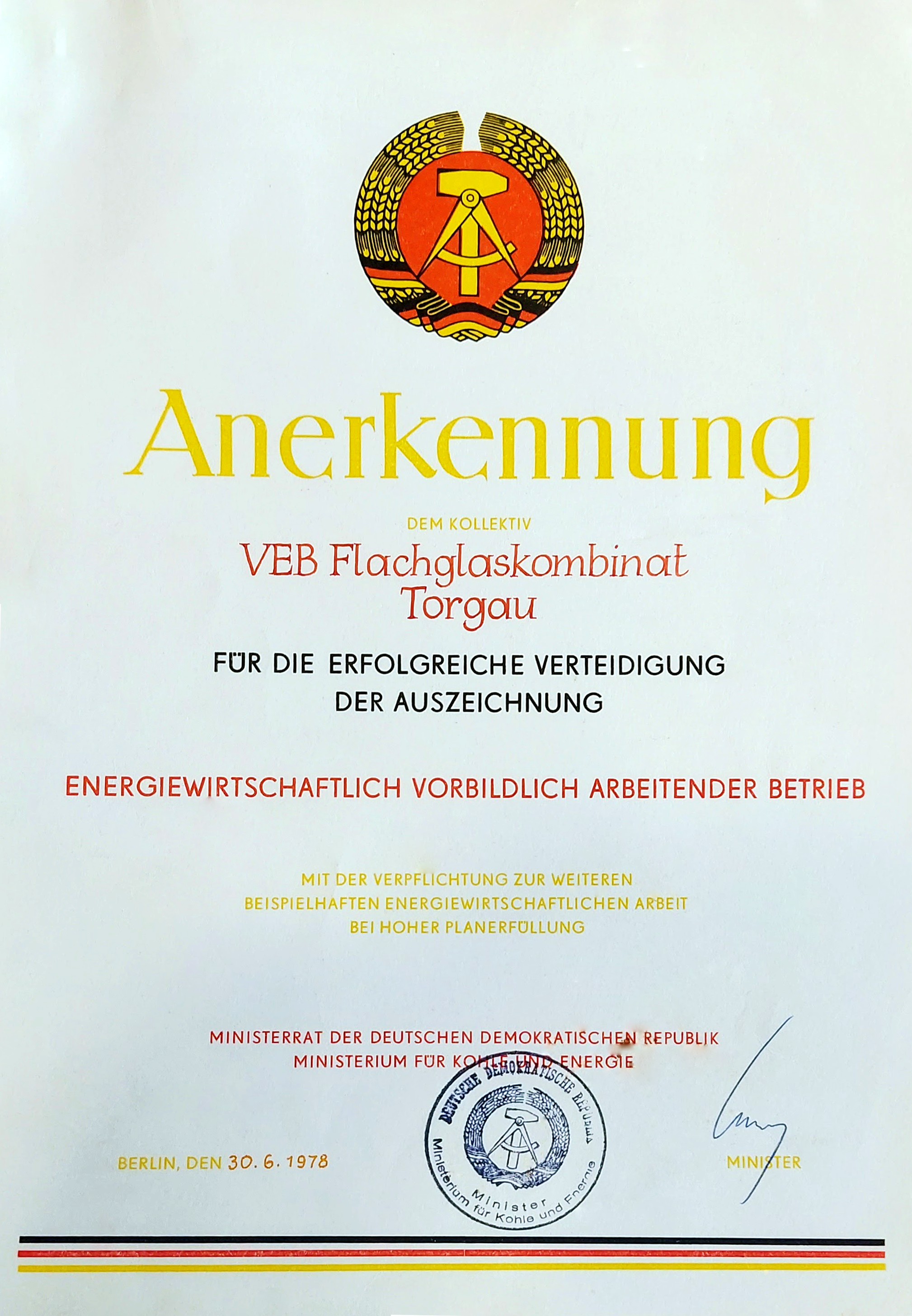
Urkunde zur Verteidigung des Titels „energiewirtschaftlich vorbildlich handelnder Betrieb“, Juni 1978

1960 begann die Konzeption eines neuen Werkes. Genosse Wolf von der staatlichen Plankommission nahm damals den Taufakt vor und versprach im Beisein der Belegschaft die Erfüllung des Plans bis zum 21. Dezember 1962 und die Worte „Das Werk wird gelingen!“. Bereits am 16. Dezember 1962 meldete die Baustelle „Wir haben den Plan erfüllt.“. 
Zum 1. Januar 1963 wurde das VEB Flachglaskombinat Torgau (Flako) aus den einzelnen Betrieben Aken, Uhsmannsdorf, Pirna, Radeberg und Torgau gegründet. Die Gründung erfolgte auf Grundlage der Beschlüsse der Zentralkommission der SED sowie des Minister- und Staatsrates. Im Zuge dessen wurde eine neue Schule und ein Wohnheim in Torgau errichtet. Die Produktion des neuen Kombinates begann am 1. September 1963 und war mit 18 Millionen Quadratmeter Flachglas pro Jahr so produktiv wie die gesamte Produktion in der Republik zuvor. Am 5. September 1963 verließ die erste Autoscheibe für einen Trabant das Werk. Eine Erweiterung des Stammwerkes in Torgau fand 1967 statt. Zu diesem Zeitpunkt zählte der Stammbetrieb rund 2000 Arbeiter. Die Hauptkunden waren vornehmlich die Niederlande, Dänemark, Westdeutschland, Kanada und die USA.
Das Kombinat war dem Generaldirektor der VVB Bauglas Dresden unterstellt. Dem Werkleiter des Kombinates waren wiederum Fachdirektoren, Funktionalorgane und letztlich auch die Leiter der Betriebsteile unterstellt. Am 18. November 1965 wurde Günter Riedel auf Empfehlung des Volkswirtschaftsrates zum Direktor des Kombinates berufen. Zuvor war Riedel bereits Direktor für Produktion bei der VVB Bauglas Dresden. Torgau entwickelte sich als Ausbildungsbetrieb für die Berufe „Facharbeiter für maschinelle Glasverarbeitung“ und ab 1973 auch für „Facharbeiter für Anlagetechnik“. Die Kaufmännische Schule Torgau lehrte in Kooperation zudem den Industriekaufmann, Steno-Phonotypistin und den Außenhandelskaufmann.
1970 fand auf Grundlage von Beschlüssen des ZK der SED, des Ministerrates sowie des Staatsrates eine Vergrößerung zu einem „leistungsfähigeren“ Kombinat statt. Die bisherigen Betriebe der VVB Bauglas Dresden wurden mit Stichtag 1. Januar 1971 in das Flachglaskombinat Torgau eingegliedert. Im Laufe der Zeit gliederten sich immer mehr volkseigene Betriebe dem Kombinat an, sodass sich am Ende 19 einzelne Betriebe im Kombinat befanden. Die letzte Erweiterung fand zum 1. Januar 1985 statt, wo dem Flachglaskombinat die Betriebe Freiberg, Oschatz, Leipzig, Mügeln, Hohenbocka und Walbeck/Weferlingen angegliedert wurden.
Die staatliche Plankommission sah vor, den Kreis Torgau durch das Flachglaskombinat wirtschaftlich, aber auch strukturell aufzuwerten. Das Kombinat war einer wichtigsten und größten Arbeitgeber des Kreises. Der Schwerpunkt der Produktion lag auf Flachglas, es wurden aber auch Sicherheitsglas, Spiegel, Farbglas und viele weitere Varianten in den einzelnen Betrieben hergestellt oder weiterverarbeitet. Beispielsweise im VEB Thermoglas Maltitz, das von Anfang an dem Flachglaskombinat Torgau angehörte, wurde primär Sicherheits- und Thermoglas produziert, während das Spiegelwerk Wilsdruff sich ausschließlich auf Spiegel fokussiert hatte.
Am 1. Januar 1979 wurde das VEB Flachglaskombinat Torgau unter neuen Bedingungen neu gegründet. Die Vereinigung volkseigener Betriebe aus Dresden löste sich damit auf und agierte nunmehr vollständig aus Torgau. Neuer Direktor wurde Jürgen Mäder, der den Betrieb mit fast 9000 Werktätigen bis zum Ende der DDR leitete.

### Liste der einzelnen Betriebe
- VEB Flachglaswerk Aken

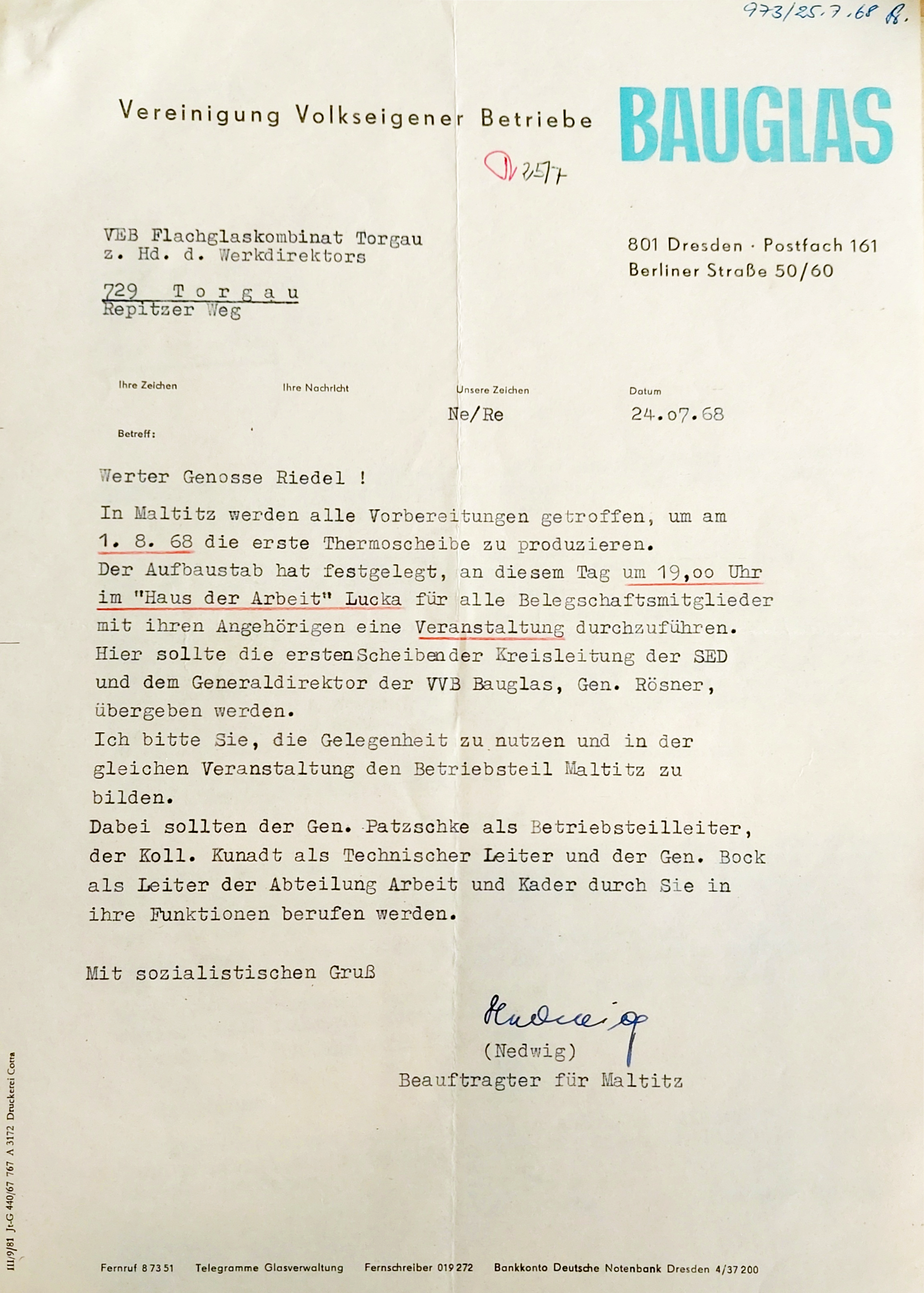
Schreiben der VVB Bauglas Dresden zur Eröffnung des VEB Thermoglas Maltitz, Juli 1968

- VEB Mehrschichten-Sicherheitsglas Potsdam-Babelsberg
- VEB Ingenieurbüro Flachglas Dresden
- VEB Flachglasveredelung Gotha
- VEB Spiegelwerk Langewiesen
- VEB Glastechnik Lommatzsch
- VEB Thermoglas Maltitz
- VEB Guß- und Farbenglaswerke Pirna-Copitz
- VEB Flachglaswerk Radeburg
- VEB Flachglaskombinat Torgau – Stammbetrieb
- VEB Flachglaswerk Uhsmannsdorf
- VEB Farbenglaswerk Weißwasser
- VEB Spiegelwerk Wilsdruff
- VEB Asglawo Freiberg
- VEB Glasseidenwerk Oschatz
- VEB Glasgespinst Leipzig
- VEB Maschinenfabrik Mügeln
- VEB Hohenbockaer Glassandwerke
- VEB Ton- und Sandwerke Walbeck/Weferlingen

## Nachwendezeit
Nach der Wende wurde das volkseigene Kombinat wieder privatisiert. Am 27. April 1990 unterzeichneten Jürgen Mäder, damaliger Generaldirektor des Kombinates sowie Gilles Collas, Vorstandsvorsitzender der Vereinigten Glaswerke (Vegla) und sein Stellvertreter einen entsprechenden Vertrag zur Übernahme in die Saint-Gobain Gruppe. Die Vereinigten Glaswerke mit Sitz in Stolberg sind eine Tochtergesellschaft der Saint-Gobain Glass Deutschland und führen seit 1992 die Glastradition fort. Bis heute ist die Glasindustrie die wichtigste Wirtschaftssparte in Torgau und einer der größten Arbeitgeber der Stadt. Auch andersherum ist der Standort Torgau ein wichtiger Betrieb für die Saint-Gobain, besonders für die Produktion von SEKURIT-Glas. 2012 fand eine Erweiterung des Werkes statt. Trotz steigender Umsätze und erhöhter Nachfrage an Glas sind nicht alle Werke des ehemaligen Flachglaskombinates mitgezogen, so wurde zum Beispiel das Werk in Maltitz 2007 stillgelegt.
2019 gründete sich der GlasCampus Torgau in Kooperation mit der TU Bergakademie Freiberg, wo Weiterbildungskurse und Schulungen für Glas und Glastechnologie angeboten werden.